# Soofian
Soofian (persiska: صوفیان) är en ort i Iran.   Den ligger i provinsen Östazarbaijan, i den nordvästra delen av landet, 600 km nordväst om huvudstaden Teheran. Soofian ligger 1 386 meter över havet och antalet invånare är 8 733.
Terrängen runt Soofian är kuperad norrut, men söderut är den platt.Runt Soofian är det ganska tätbefolkat, med 56 invånare per kvadratkilometer. Soofian är det största samhället i trakten. Trakten runt Soofian består i huvudsak av gräsmarker.